# Youku Tudou
Youku Tudou (Cinese: 优酷土豆) è il risultato della fusione nel 2012 dei siti internet cinesi Youku e Tudou, che ha dato vita a uno dei più grandi siti di video della Cina.
L'8 novembre 2015 il sito cinese Alibaba compra Youku Tudou.